# روي دبليو. هارمون
روي دبليو. هارمون (بالإنجليزية: Roy W. Harmon)‏ هو عسكري أمريكي، ولد في 1915 في تالالا في الولايات المتحدة، وتوفي في 12 يوليو 1944 في إيطاليا.